# Újmoldova
Újmoldova (románul: Moldova Nouă, korábban Boșneag, németül: Neumoldowa, szerbül: Нова Молдава, csehül: Bošnák) város Romániában, Krassó-Szörény megyében, a Duna bal partján.

## Fekvése
A megye déli részén fekszik, a szerb határon, a DN57-es úton, 40 km-re Oravicabányától, 96 km-re Orsovától, illetve 160 km-re Temesvártól. Az alsó, blokkházakkal beépített negyeden kívül két völgyből áll, ezek a Baronvölgy és a Németvölgy (Deutsches Tal, Valea Mare). A város területe 14 600 hektár, ebből csak 14% mezőgazdasági terület (szántó és rét), a többit főként a Lokva-hegység erdői alkotják. A város szubmediterrán éghajlata melegebb az országos átlagnál.

## Nevének eredete
A mai falu nevét 1723-ban jegyezték fel először, Pesneak alakban. Később a különböző nyelveken Bosnyák néven hívták. Mai neve a németben alakult ki a szomszédos Ómoldova után (először 1808-ban: Neu-Moldova). Az ortodox anyakönyvek azonban még 1865 után is a régi nevet használták.

## Története
Már a rómaiak idején erőteljes réz-, vas-, ezüst-, arany- és ólombányászat folyt az itteni hegyek alatt vájt aknákban. Közelében 1569-ben Szveti Arhandjel nevű szerb kolostor működött. Ha megegyezik Újharammal, akkor a Duna-parton az 1610-es években épített palánkvárába telepítették a régi Haram védőit, és a bánáti erősségek között az 1700-as években itt állomásozott Temesvár után a második legnagyobb, 190–232 fős helyőrség. 1717-ben 32 házát lakták. 1718-ban a kamara német telepeseket költöztetett be, hogy újraindítsa rézbányászatát. 1724–25-ben Olténiából, a mai Mehedinți megyéből bufánokat – román favágókat, szénégetőket, fuvarosokat – és cigányokat telepítettek a különálló telepként szervezett Baronba. Az 1738-as török hadjárat idején Bosnyák elpusztult. 1740-ben új német telepesekkel és magánvállalkozók irányítása alatt indult újra a réz, ezüst és ólom bányászata. A német telep 1756-ban vagy 1775-ben olvadt egybe a románok által lakott Baronnal. Római katolikus hívői 1756-ig Ómoldovához tartoztak, azután 1773-ig a karánsebesi ferencesek gondozták őket, és csak akkor kaptak saját papot. Első templomukat 1780-ban építették, amit a későbbiekben többször újra kellett építeniük. Első ortodox temploma 1774 és 1777 között épült. 1773-ban újabb ausztriai és csehországi munkások érkeztek, majd 1778-ban megint németeket telepítettek be. A Határőrség szervezésekor a bányákra való tekintettel nem militarizálták. 1773 és 1788 között éves átlagban 280 tonna rezet bányásztak. 1779. szeptember 9-én egy rablóbanda egész nap fosztogatott benne, míg a férfiak a bányákban dolgoztak.
1788-ban lakossága elmenekült és a törökök fölégették, ezután 1803-ig szünetelt bányászata. 1819 és 1848 között a járványok és szárazságok miatt veszteséges volt a kitermelés. Német lakóinak többsége Szászkabányára, Dognácskára vagy Oravicára távozott. 1848. augusztus 22-én négyszáz szerb fölkelő megtámadta. Asbóth Lajos őrnagy ötórás harc után Németszászkára vonult vissza, és a szerbek fölgyújtották a bányavárost. A szabadságharc alatt rontották össze rézbányáit is. A bányászatot 1856-ban a StEG kezdte újra, de megváltozott profillal: vasércet, a kénsav és a rézgálic előállításához szükséges anyagokat termelték ki. 1858-ban a StEG kénsavgyárat alapított benne a saját fémolvasztói részére, ahol évi 1700–1800 tonna 60%-os kénsavat állítottak elő. A gyártást 1900 körül számolták fel.
1873-ban Krassó, 1880-ban Krassó-Szörény vármegyéhez csatolták, ahol járásszékhely volt. 1871-től működött benne gyógyszertár. 1879-ben kohójánál 22, piritbányájában 28, barnakőszénbányájában nyolc fő dolgozott. A szocializmus évtizedeiben lendült fel ismét bányászata, amikor korszerű módszerekkel fejtették a réz- és molibdéntartalmú porfirt. Lakossága az 1960-as években rövid időre majd kétszeresére duzzadt. 1968-ban kapott városi címet. Itt találták meg először a cianotrichit nevű ásványt. A bányászat a 2000-es évek második felében szűnt meg végleg.
Újmoldova borvidék központja is, melynek fajtái a cabernet sauvignon, a pinot noir, a merlot, a nagyburgundi, az ottonel muskotály, az olaszrizling, a királyleányka, a fehér leányka és a sauvignon.
1838-ban 3210 lakosából 2257 volt román, 560 német, 300 cigány, 58 szerb és 35 magyar.
1910-ben 3437 lakosából 2934 volt román, 295 német, 91 magyar, 41 szerb és 73 főleg cseh anyanyelvű; 3004 ortodox, 389 római katolikus és 25 református vallású.
2002-ben 3492 lakosából 3314 volt román, 67 cseh, 49 cigány, 29 szerb és 20 magyar nemzetiségű; 3124 ortodox, 237 baptista és 96 római katolikus vallású.

## Látnivalók

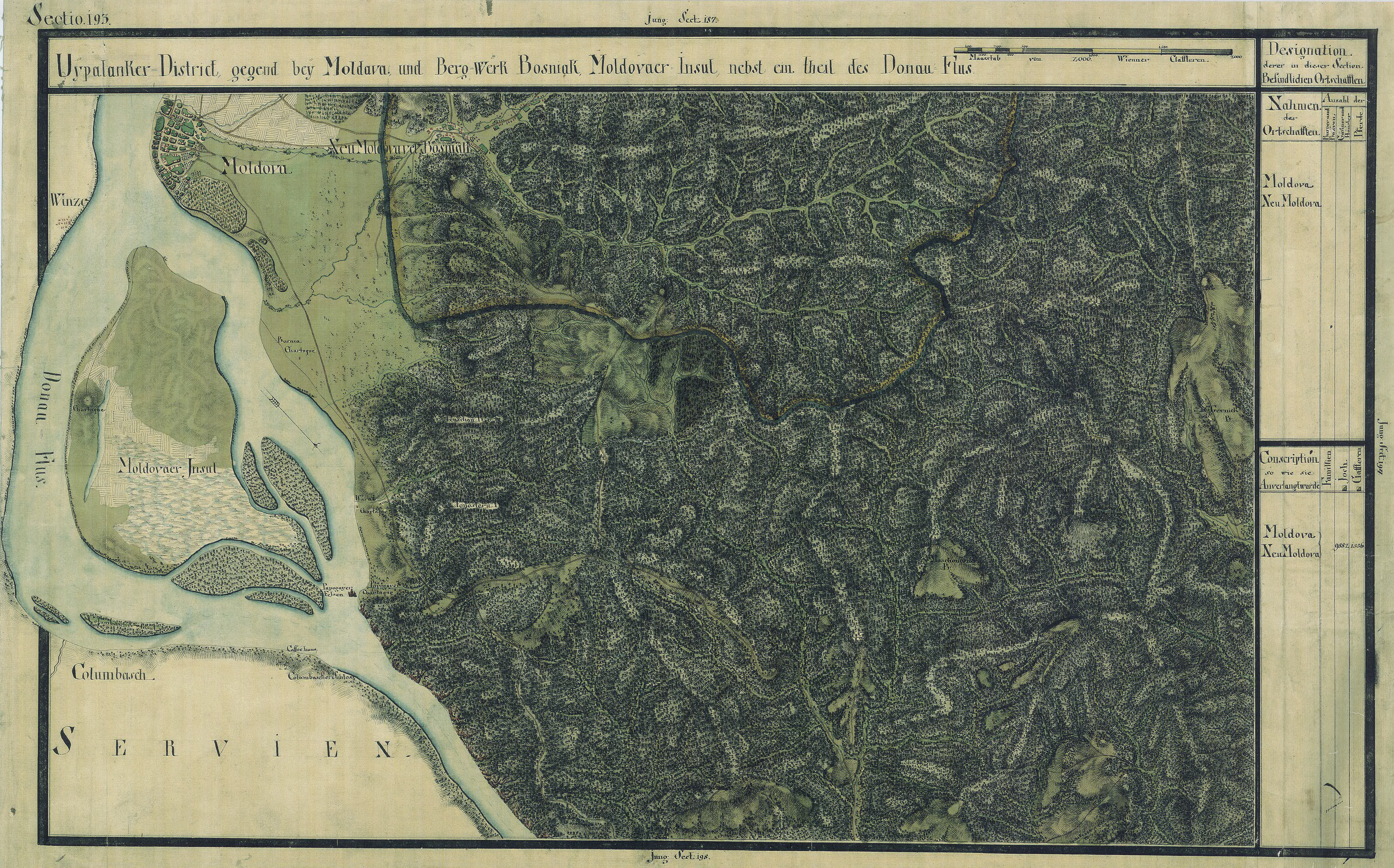
Az 1769 és 1772 között készült térképen a Duna bal partján látható Ómoldova (Moldova), mellette Újmoldova (Neu Moldova vel Bosniak), a Duna túloldalán Galambóc (Columbasch).

- Az 1179 hektáros Valea Mare természetvédelmi terület botanikai értékei miatt védett. Ezek közé tartozik a babérboroszlán és a vadon termő közönséges orgona és lucerna. Jellemző fái a virágos kőris, a keleti gyertyán és a hegyi juhar, cserjéje a cserszömörce. A karsztos területen 45 barlang és zsomboly található, melyek közül legjelentősebb az 1370 méter hosszú Gaura Haiducească (egyik terme száz méteres hosszúságú) és a 149 méter mély Avenul Roșu zsomboly.[11]
- Római katolikus temploma eredetileg 1780-ban épült. Az 1788-as pusztítás után 1791-re, az 1848-as után 1852-re újraépítették.
- Városi múzeum.

## Képek

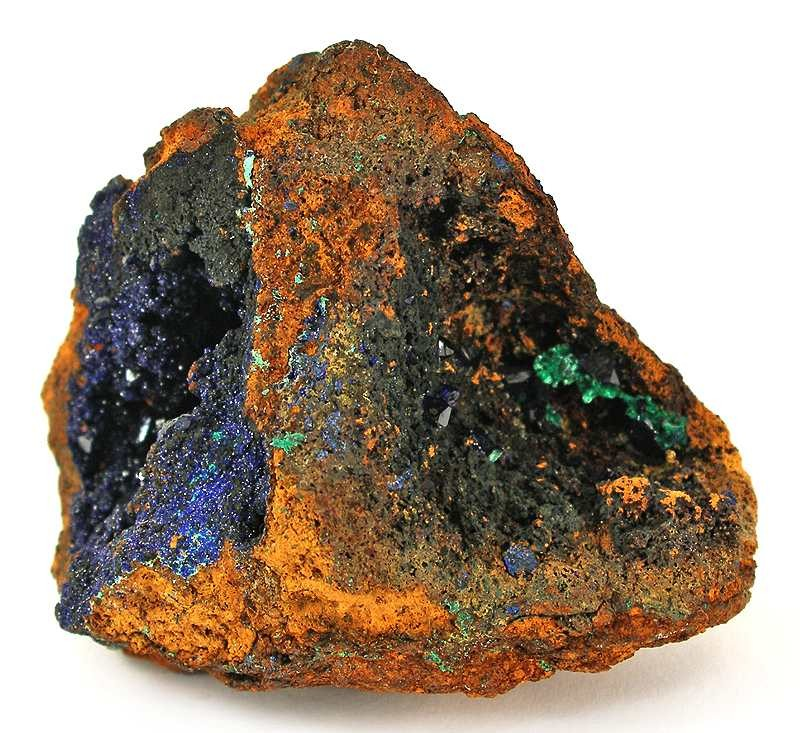
azurit